# 蒜氨酸
蒜氨酸（/ˈæli.ɪn/），分子式C6H11NO3S，是一种非蛋白氨基酸，可看做半胱氨酸的亚砜类衍生物，存在于大蒜中，因而得名，可由蒜氨酸酶转化为大蒜素。